# The Bell Hop
The Bell Hop er en amerikansk stumfilm-komedie fra 1921, instrueret af Larry Semon og Norman Taurog og med Oliver Hardy i en fremtrædende rolle.

## Medvirkende
- Larry Semon
- Oliver Hardy
- Frank Alexander
- Al Thompson
- Pete Gordon
- Norma Nichols
- William Hauber
- Walter Wilkinson